# João Rosa de Souza Filho
João Rosa de Souza Filho, mais conhecido como Joãozinho (Altair, 4 de março de 1956) é um ex-treinador e ex-futebolista brasileiro, que atuava como zagueiro.
Ganhou a Bola de Prata da Revista Placar em 1980, como o melhor zagueiro do Campeonato Brasileiro daquele ano.

## Carreira

### Jogador
Em sua terra natal, atuou pela Associação Atlética de Altair. Através de seu irmão, conseguiu uma oportunidade no Guarani, onde foi campeão paulista infantil em 1971 e lá assinou seu primeiro contrato profissional.
O técnico Tim, na época treinador do Vitória, propôs ao Guarani a troca entre Joãozinho e o atacante André, ídolo da torcida do Rubro-Negro baiano. Em dezembro de 1975 chegou ao clube baiano, onde foi campeão norte-nordeste em 1976. Ao final da temporada de 1976, ganhou da imprensa baiana o Troféu Berimbau de Ouro, destinado aos melhores atletas do ano.
Em junho de 1977, aos 21 anos, Joãozinho foi contratado pelo Santos, por 2 milhões de cruzeiros. Estreou no dia 12, no empate em 1x1 com o Palmeiras, no Morumbi.
Ao lado de Neto, formou a zaga Campeã Paulista de 1978. Em 1982 foi citado no escândalo da Máfia da Loteria Esportiva.
Permaneceu na Vila Belmiro até maio de 1983, na partida que decidiu o título de Campeão do Brasileiro contra o Flamengo, e posteriormente se transferiu para o Sport. Fez 299 jogos pelo clube e marcou 14 gols.
Em 1984, atuou também pelo Grêmio Maringá.
Ainda atuou no Paulista de Jundiaí, em 1985 e 1986.

### Treinador
Trabalhou nas categorias de base do Santos.
Em 1994, tornou-se auxiliar técnico de Serginho Chulapa no time santista, e após a saída do eterno centroavante, Joãozinho assumiu o comando do Santos, e dirigiu o clube entre janeiro de 1994 e setembro de 1995, permanecendo a frente do quadro santista em 51 jogos, com 21 vitórias, 18 empates e 12 derrotas. Em 1994, conquistou a Copa Dener pelo clube.
Posteriormente, passou pelo Caxias e em 1997 dirigiu a Portuguesa Santista.
Dirigiu o Paysandu em em 1998, quando sagrou-se campeão estadual invicto e ficou até 1999. Posteriormente, assumiu o rival Remo. Voltaria ao Papão em 2010.
Voltou à Lusa Santista em 2002.
Em 2003, dirigiu o Botafogo-SP.
Também trabalhou como supervisor técnico da equipe sub-20 da Portuguesa Santista.

## Títulos

### Jogador[22]
Guarani
- Campeonato Paulista Infantil: 1971

Vitória
- Torneio José Américo de Almeida Filho: 1976

Santos
- Campeonato Paulista: 1978

Individuais
- Bola de Prata: 1980